# Indiana Pacers 1985-1986
La stagione 1985-86 degli Indiana Pacers fu la 10ª nella NBA per la franchigia.
Gli Indiana Pacers arrivarono sesti nella Central Division della Eastern Conference con un record di 26-56, non qualificandosi per i play-off.

## Roster
| N° | Naz.                   | Ruolo | Sportivo          | Anno | Alt. | Peso |
| -- | ---------------------- | ----- | ----------------- | ---- | ---- | ---- |
| 4  | Stati Uniti (bandiera) | G     | Clint Richardson  | 1956 | 191  | 88   |
| 10 | Stati Uniti (bandiera) | G     | Vern Fleming      | 1962 | 196  | 84   |
| 15 | Stati Uniti (bandiera) | GA    | Ron Anderson      | 1958 | 201  | 98   |
| 20 | Stati Uniti (bandiera) | A     | Bill Garnett      | 1960 | 206  | 102  |
| 21 | Stati Uniti (bandiera) | G     | Bryan Warrick     | 1959 | 196  | 88   |
| 22 | Stati Uniti (bandiera) | A     | Bill Martin       | 1962 | 201  | 93   |
| 23 | Stati Uniti (bandiera) | AC    | Wayman Tisdale    | 1964 | 206  | 109  |
| 25 | Stati Uniti (bandiera) | G     | Quinn Buckner     | 1954 | 191  | 86   |
| 32 | Stati Uniti (bandiera) | AC    | Herb Williams     | 1958 | 208  | 110  |
| 33 | Stati Uniti (bandiera) | A     | Clark Kellogg     | 1961 | 201  | 102  |
| 40 | Stati Uniti (bandiera) | C     | Steve Stipanovich | 1960 | 211  | 111  |
| 43 | Stati Uniti (bandiera) | G     | Terence Stansbury | 1961 | 196  | 77   |
| 44 | Stati Uniti (bandiera) | G     | Dwayne McClain    | 1963 | 198  | 84   |
| 55 | Panama (bandiera)      | AC    | Stuart Gray       | 1963 | 213  | 107  |

## Staff tecnico
- Allenatore: George Irvine
- Vice-allenatori: Donnie Walsh, Mel Daniels
- Preparatore atletico: David Craig